# Aoom
Aoom (La muñeca asesina) és una pel·lícula fantàstica espanyola del 1970 de caràcter experimental i avantguardista dirigida per Gonzalo Suárez. Un exercici fascinant, relat d'amor impossible amb humor, tragèdia i aventura, però d'extrema dificultat. Malgrat que no va arribar a exhibir-se en sales comercials actualment se la considera una pel·lícula de culte, considerada l'obra més brillant i alhora més incompresa del seu director.

## Sinopsi
Aoom és aquest soroll que se sent quan no se sent res, murmura la veu en off en els primers segons de metratge.
Ambientada a Astúries, l'actor Ristol, cansat de si mateix i del món, aconsegueix deslligar-se mentalment del cos que l'empresona i la seva ment acaba integrada en el d'una nina. La seva amant, Ana, s'alarma perquè no apareix i contracta un detectiu anglès perquè el busqui. Quan el seu cos mor, el grup busca en el bosc fins a trobar la nina. La mescla de gèneres, l'humor, la tragèdia i l'aventura conformen un relat d'amor impossible amb la càmera com a pinzellada, segons el seu propi director.

## Repartiment
- Lex Barker... Ristol
- Teresa Gimpera...	Ana
- Julián Ugarte	...	Assassí
- Romy	...	Mrs. Fisher
- Luis Ciges...	Constantino
- Bill Dyckes	...	Detectiu
- Gila Hodgkinson	...	Horror Woman

## Producció i estrena
Suárez va concebre la idea de la pel·lícula el 1968 a Luneray, a un poble de la Normandia, però finalment la va rodar a Astúries. Va finançar la filmació amb els beneficis que li va generar El extraño caso del doctor Fausto (1969), fou rodada en condicions precàries i sense guió, i com a protagonistes va contractar Lex Barker, conegut per substituir Johnny Weissmuller com a Tarzan, i a dues actrius muses de l'Escola de Barcelona, Teresa Gimpera i Romy. Aconseguí, però, que fos estrenada com a part de la selecció oficial al Festival Internacional de Cinema de Sant Sebastià 1970, on fou qualificada com a "broma pesada" per alguns crítics. El mateix Suárez, a les seves memòries El hombre que soñaba demasiado, arriba a dir que el president del jurat, Fritz Lang, va canviar el pegat a l'ull sa per tal de no veure-la. Tanmateix, va aconseguir que la veiés Sam Peckinpah, que era al festival presentant fora de concurs La balada de Cable Hogue, i que li va agradar molt. Gràcies a això es van fer amics.